# 6837-es mellékút (Magyarország)
A 6837-es számú mellékút egy közel három kilométer hosszú, négy számjegyű országos közút Zala vármegyében; Szepetnek községet köti össze Sormással és a 7-es főúttal.

## Nyomvonala
A 6834-es útból ágazik ki, annak 4,350-es kilométerszelvényénél, Szepetnek központjában. Észak felé indul, belterületi szakasza a Sormási utca nevet viseli, de mintegy 350 méter után kilép a község házai közül. 1,1 kilométer után éri el Sormás határát, és 1,8 kilométer megtétele után lép be annak belterületére, a Kossuth Lajos utca nevet felvéve. A 7-es főútba beletorkollva ér véget, annak 214,250-es kilométerszelvénye táján.
Teljes hossza, az országos közutak térképes nyilvántartását szolgáló kira.gov.hu adatbázisa szerint 2,915 kilométer.